# 達奇內克克羅斯羅茲 (特拉華州)
達奇內克克羅斯羅茲（英語：Dutch Neck Crossroads）是位於美國特拉華州肯特縣的一個非建制地區。該地的面積和人口皆未知。

## 地理
達奇內克克羅斯羅茲的座標為39°17′10″N 75°30′57″W / 39.28611°N 75.51583°W，而該地的平均海拔高度為5米（即16英尺）。